# ليتل ستاني (تشيشير)
ليتل ستاني (بالإنجليزية: Little Stanney)‏ هي قرية و أبرشية مدنية تقع في المملكة المتحدة في إنجلترا.  يقدر عدد سكانها بـ 181 نسمة .